# قائمة أعمال يوسف شعبان
هذه قائمة بمعظم أعمال التي شارك بها يوسف شعبان.

## أعمال

### أفلام
- المشخصاتي 2: 2016
- الهرم الرابع: 2016-يحيى
- برد الشتا: 2015
- زي عود الكبريت: 2014-سرحان بك البحيري مشاهد أرشيفية
- الفيل في المنديل : سعيد حركات: 2011
- فخفخينو: 2009-رشدي البنهاوي
- هروب مع سبق الإصرار: 1997-خالد
- اخر ليالي الشتاء: 1996-حسين
- قدارة: 1994-المقدم محمد إبراهيم
- هدى ومعالي الوزير: 1994-الوزير احمد ثابت
- كشف المستور: 1994-طلعت الحلواني / رشاد حسين عويس
- رجال بلا ثمن: 1993
- أحوال شخصية: 1992-صلاح إسماعيل
- جريمة في الاعماق: 1992-أدهم
- درب الجدعان: 1992-سالم
- موعد مع الذئاب: 1992-سعيد
- همس الجواري: 1992-د. مراد
- نساء ضد القانون: 1991-جلال مسعود
- الموعد مع الذئاب: 1991
- قضية سميحة بدران: 1990-يوسف
- العذراء والعقرب: 1990-سلطان صاحب القهوة
- مولد وصاحبه غايب: 1990-شوقي
- حارة برجوان: 1989-مدحت العفريت
- غلطة أم: 1989
- ليلة القبض على بكيزة وزغلول: 1988-العقيد مدحت الهمشري
- البقية لا تأتي: 1988-سراج
- اغتيال مدرسة: 1988-شرنوبي أحمد شرنوبي
- السجينتان: 1988-صلاح
- الدنيا على جناح يمامة: 1988-حسن درويش
- لعدم كفاية الأدلة: 1987-أبو العينين
- لعنة المال: 1987-النمر
- امرأة من نار: 1987-زغلول
- الإنتفاضة: 1987
- المرأة الحديدية: 1987-مدحت فهمي
- وصية رجل مجنون: 1987-شريف
- النظرة الأخيرة: 1987-محمود ضابط المباحث
- عندما تشرق الأحزان: 1987-منير
- الطعنة: 1987-منير
- القطار: 1986-الطيار
- وصمة عار: 1986-فرج
- الحلم القاتل: 1986-أدهم البرنس
- فتوة درب العسال: 1985-لطفي السيد
- موت سميرة: 1985-فهمي صالح
- فقراء لا يدخلون الجنة: 1984- رشدي
- شقة الأستاذ حسن: 1984-حلمي عامر
- أنا اللي قتلت الحنش: 1984-الحنش
- الدباح: 1982-زاهر
- للفقيد الرحمة: 1982-أحمد
- رحلة الرعب: 1981-مدحت
- قهوة المواردي: 1981-حسنين أبو سنة
- حكمت المحكمة: 1981-عادل
- اذكريني: 1978-عبد الرحيم
- قصر في الهواء: 1978-منصور
- آه يا ليل يا زمن: 1977-د. يوسف
- أيام في لندن: 1976-حامد
- الكروان له شفايف: 1976-قاسم شريف
- دائرة الانتقام: 1976-فتحي
- حبيبة غيري: 1976
- المذنبون: 1975-تحسين
- جفت الدموع: 1975-فؤاد عبد الجبار
- صابرين: 1975-عبده
- زائر الفجر: 1975-د. فريد
- امرأة في مهب الريح: 1974
- الرصاصة لا تزال في جيبي: 1974-عباس
- العمالقة: 1974-باهر
- وكان الحب: 1974-د.مجدي
- حمام الملاطيلي: 1973-رؤوف الرسام
- 3 فتيات مراهقات: 1973-أحمد
- امرأة سيئة السمعة: 1973-كمال
- شمس وضباب: 1973-شكري
- زهرة البنفسج: 1972-فايز
- الورطة: 1972-منير
- المدينة الهادئة: 1972-كمال
- رغبات ممنوعة: 1972-رجل المولد
- لحظات خوف: 1972-لطفي عبد السلام
- باريس والحب: 1972-منير
- شباب في عاصفة: 1971-سعيد
- عصابة الشيطان: 1971-الرائد مصطفى رحمي
- قطط شارع الحمرا: 1971
- حادثة شرف: 1971-غريب عبدون
- عالم الشهرة (أمواج): 1971-حسن
- نهاية الشياطين: 1970-حمادة
- Eyvah: 1970
- هروب: 1970-فتحي
- الوادي الأصفر: 1970
- أوهام الحب: 1970-سمير
- الساعات الرهيبة: 1970
- واحد في المليون: 1970-عادل فرغلي
- نص ساعة جواز: 1969-بشخصيتة الحقيقية
- الرعب: 1969-الصحفي سمير عزت
- ميرامار: 1969-سرحان البحيري
- أبواب الليل: 1969-محمد سلامة
- المساجين الثلاثة: 1968-يوسف شعبان / عصام
- بنت من البنات: 1968-عادل
- الطريد: 1968
- الرجل الذي فقد ظله: 1968-أنور سامي
- غراميات مجنون: 1967-حفني حامد
- معبودة الجماهير: 1967-عاصم مدير الفرقة
- العريس الثاني: 1967-شوقي افندي
- مراتي مدير عام: 1966-سكرتير المدير العام
- الأصدقاء الثلاثة: 1966-عزت
- مبكى العشاق: 1966-خليل
- كنوز: 1966
- مدرس خصوصي: 1965-أحمد
- الخائنة: 1965
- الراهبة: 1965
- العلمين: 1965
- الثلاثة يحبونها: 1965-عصام
- مطلوب أرملة: 1965
- ايام ضائعة: 1965-مراد
- شباب وحب ومرح: 1964-أحمد
- للرجال فقط: 1964-أمين
- فاتنة الجماهير: 1964-الصحفي حسني
- حكاية نص الليل: 1964-كمال
- لو كنت رجلاً: 1964
- ألف ليلة وليلة: 1964-كاظم رئيس الديوان + ابن جوان
- أم العروسة: 1963-جلال مصطفى علوان
- بياعة الجرايد: 1963-سلامة
- زقاق المدق: 1963-فرج
- القاهرة: 1963
- يوم بلا غد: 1962
- الحقيبة السوداء: 1962-القص سارق خزائن
- أنا الهارب: 1962-الهارب
- أيام بلا حب: 1962-رأفت
- للنساء فقط: 1962
- المعجزة: 1962-عباس الدعكي
- في بيتنا رجل: 1961-فهمي عبد العزيز
- سهم الله: 1958
- الحداد
- غلطة العمر واحدة-كمال
- آخر ليالي الشتاء
- وحش الاناضول

### مسلسلات
- بالحب هنعدي: 2019
- أوراق التوت: 2015-ديوسيوس
- الحكر: 2014
- ابن ليل: 2012
- قضية معالي الوزيرة: 2012-الدكتور شهدي
- أكتوبر الآخر: 2010-هادي
- كليوباترا: 2010-بطليموس والد كليوبترا
- جنة ونار: 2009-سيد المنشاوي
- دموع في حضن الجبل: 2008-عبد الجليل
- أسمهان: 2008-حسنين باشا
- القرار: 2007
- شرخ في جدار العمر: 2007
- غريب الدار: 2007
- خيوط في مسرح العرائس: 2006-1
- على باب مصر: 2006-هولاكو
- أحلام في البوابة: 2005
- أعمال رجال: 2004
- مصر الجديدة: 2004-علي شعراوي
- الحقيقة والسراب: 2003-يوسف
- نجوم الظهر: 2003-فريد
- سيف اليقين: 2002-أبي الحسن
- أميرة في عابدين: 2002-عبد المنصف
- كومي و 3 بنات: 2002
- رجل على الحافة: 2002
- حواري وقصور: 2001-الملك فؤاد
- حمزة وبناته الخمسة: 2001-حمزة
- أمشير: 2000-عويس الدغل
- البصمة: 2000
- ليلة مقتل العمدة: 2000-مختار العمدة
- حروف النصب: 2000-رفقي سالم
- العائلة والناس: 2000-أدهم أبو المجد
- السفينة والربان: 2000
- أحلام مؤجلة: 2000-الدكتور رمزي
- مذكرات ضرة: 1999
- ع الحلوه والمره: 1999-فوزي
- ميراث الشر: 1999
- لن تسرق عمري: 1999
- شيء غير الحب: 1998
- حارة المعروف: 1998
- أحلام وردية: 1998
- أوراق مصرية (ج1):1998-العمدة حسيب النجعاوي
- الفهلوي: 1998
- الضوء الشارد: 1998-وهبي السوالمي
- اللعب في المضمون: 1998
- امرأة من زمن الحب: 1998-إلهامي
- الدوغري 90: 1997-سيد
- شيء من الحنان: 1997
- الخط الساخن: 1997
- الماضي يعود الآن: 1997
- التوأم: 1997-شريف
- ضد التيار: 1997
- السيرة الهلالية (ج1):1997-رزق الهلالي
- ما وراء النهر: 1996
- الوتد: 1996-الحاج درويش
- رابعة تعود: 1996-ظافر
- أحلام كو: 1996-فؤاد ادهم العلايلي
- الحفار: 1996-ماهر رسمي
- عندما تتحرك الجبال: 1996
- ليالي الحلمية (ج5):1995-المعلم سيد أبو ليله
- الوهم والسلاح: 1995
- صباح الورد: 1995
- عزبة القرود: 1994
- هالة والدراويش: 1994
- محمد رسول الله إلى العالم: 1993-هرقل
- المال والبنون (ج1):1992-سلامة فراويلة
- سبعة وجوه للحقيقة: 1992

- الغول: 1992
- عصر الفرسان: 1992
- خشوع: 1992
- ألف ليلة وليلة: 1991-شهريار
- ضمير أبلة حكمت: 1991-أمجد هاشم
- احلام في الهوا: 1990
- الرحاية: 1989-المعلم عسران
- فتى الأندلس: 1989-محمد بن أبي عامر
- رأفت الهجان (ج1، 2):1988، 1990-محسن ممتاز
- الغابة: 1988
- أهلا بالأحلام: 1988
- إشراقة القمر: 1987
- لا إله إلا الله (ج2):1986
- جمال الدين الأفغاني: 1984-شير علي خان
- ليلة القبض على فاطمة: 1984-سيد
- الزير سالم: 1984-جساس
- الطريق إلى سمرقند: 1983
- انتقام امرأة: 1983-محسن
- وعادت الأيام: 1983-إبراهيم السعداوي
- الشهد والدموع (ج1) (ج1، 2):1983، 1985-حافظ رضوان
- زهرة البنفسج: 1982
- الأزهر الشريف منارة الإسلام: 1982-مجاهد
- عندما تحب المراه: 1982
- عفراء البادية: 1982-عروة
- محمد رسول الله (ج2):1981-صاحب موسى
- الكعبة المشرفة: 1981-أبو الحكم وعكرمة بن أبي جهل
- النساء يعترفن سرا: 1980
- عيلة الدوغري: 1980-سيد الدوغري
- إلا الدمعة الحزينة: 1979
- أيها الحب لا تهجرني: 1978-احمد
- عنترة: 1978-جرير
- الفارس الأخير: 1978
- الزير سالم: 1977-الزير سالم
- الأفعى: 1977-د. أحمد كمال
- بلا عتاب: 1976
- سليمان الحلبي: 1976
- العقاب: 1975
- وضحا وابن عجلان: 1975-ابن عجلان
- قيس ولبنى: 1974
- دمعة على خد القمر: 1974
- الرجل الثالث: 1972
- نوادر جحا المصري: 1968
- لعبة الرجال: 1968
- مفتش المباحث: 1968
- عواصف: 1965-خالد
- سعدية: 1964
- الحب الكبير: 1962
- هي والعاصفة
- أيام العمر
- الجوارح
- الفجر
- حكاية ميراث
- إسطبل عنتر
- فواكه الشعراء
- الهـودج
- بصمة فوق الامواج
- رجل من زجاج
- لا يا زوجي العزيز
- حكم الزمن
- قافلة النور-مهراز
- لن أخضع لرجل
- بعد العاصفة
- في المرآة
- وتبقى الأرض دائما
- سنوات العمر-سامي نور الدين

### مسلسلات إذاعية
- البراري والحامول: 1987-عبد الرازق
- صابرين: 1972
- عودة ريا وسكينة: 1972-محيي الدين
- الحالمة
- الأسوار العالية
- بنت مدارس
- الحب القاتل-أحمد
- ينابيع الحب
- قلوب للبيع
- رحلة مع الأحلام
- يا عيني على الصبر (أبو القاسم البدوي)
- الزفاف
- كلاب الحراسة-عادل
- الاعتراف الرهيب-عماد عبد الله

### مسرحيات
- باب الفتوح: 2014
- رجل في القلعة: 1987-محمد علي باشا
- والسيدة حرمه (سيدة الحوش): 1984-المفاتيحي
- عروسه تجنن: 1980
- مطار الحب: 1970-عادل
- حكاية جواز: 1966
- شيء في صدري: 1966
- كناس في جاردن سيتي: 1962
- 100 مسا
- دماء على ستار الكعبة-الحجاج بن يوسف
- البحيرة
- المصيدة-مراد
- رابعة العدوية-سالم

### أخرى
- الراوي: 2014
- البعد الرابع: 1988
- النشال: 1970-مجدي
- عزيزة
- زوجة وسكرتيرة
- اللقاء المر
- ليالي الكويت (ج2):2016-ضيف
- واحد من الناس: 2008-ضيف
- البيت بيتك: 2004-ضيف
- حلو وكداب: 2003-ضيف